# Gråbergets naturreservat, Bergs kommun
Gråbergets naturreservat är ett naturreservat i Bergs kommun och Åre kommun i Jämtlands län.
Området är naturskyddat sedan 2024 och är 275 hektar stort. Reservatet är en östlig förlängning av Bastudalens naturreservat och omfattar berget med detta namn och består av grannaturskog. 